# UWC México 35
UWC México 35: Luna vs. Campos fue un evento de artes marciales mixtas producido por Ultimate Warrior Challenge México, que se llevó a cabo el 24 de junio de 2022 en El Foro de Tijuana, Baja California, México.